# Tarko-Salé
Tarko-Salé (en rus: Тарко-Сале) és una ciutat de Rússia, del Districte Autònom de Iamàlia. Segons el cens rus del 2021, té una població de 19.900 habitants. Tarko-Salé es troba a la riba del riu Piakupur, a la plana de Sibèria occidental. Es troba a 140 km al sud-est de Novi Urengoi, a 542 km al sud-est de Salekhard, la capital de la regió, a 1.085 km al nord-est de Tiumén i a 2.384 km al nord-est de Moscou, la capital del país.